# Christian Deißenböck
Christian Deißenböck (29 agosto 1973) è un ex sciatore alpino tedesco specializzato nelle prove veloci.
Agli inizi della carriera, prima della riunificazione tedesca (1990), gareggiò per la nazionale tedesca occidentale.

## Biografia
Originario di Schliersee e membro della nazionale tedesca dal 1989, Deißenböck debuttò in campo internazionale ai Mondiali juniores di Geilo/Hemsedal 1991 e conquistò l'unica vittoria in Coppa Europa, nonché primo podio, nella stagione 1992-1993 in Val Gardena in discesa libera. Nelle medesime località e specialità esordì in Coppa del Mondo, il 16 dicembre 1995 (46º); il 22 gennaio 1996 ottenne il secondo e ultimo podio in Coppa Europa, ad Altenmarkt-Zauchensee sempre in discesa libera (3º)
In Coppa del Mondo ottenne il miglior piazzamento il 5 dicembre 1997 a Beaver Creek in discesa libera (39º) e prese per l'ultima volta il via il 29 dicembre 1997 a Bormio nella medesima specialità, senza completare la prova; si ritirò al termine della stagione 1998-1999 e la sua ultima gara fu il supergigante dei Campionati tedeschi 1999, disputato il 21 marzo ad Altenmarkt-Zauchensee e non completato da Deißenböck. Non prese parte a rassegne olimpiche o iridate.

## Palmarès

### Coppa Europa
- 2 podi[1]:
  - 1 vittoria
  - 1 terzo posto

#### Coppa del Mondo - vittorie
| Data      | Località    | Paese  | Specialità |
| --------- | ----------- | ------ | ---------- |
| 1992-1993 | Val Gardena | Italia | DH         |

Legenda:

DH = discesa libera

### Campionati tedeschi
- 5 medaglie[1]:
  - 1 oro (supergigante nel 1995)
  - 3 argenti (discesa libera nel 1995; supergigante nel 1996; discesa libera nel 1999)
  - 1 bronzo (discesa libera nel 1997)